# Abd al-Basat Muhammad Ali al-Maqrahi
Abd al-Basat Muhammad Ali al-Maqrahi (tiếng Ả Rập: عبد الباسط محمد علي المقرحي, `Abd al-Bāsaṭ Muḥammad ʿAlī al-Maqraḥī) (sinh 1 tháng 4 năm 1952) được cho là một cựu sĩ quan tình báo Libya, trưởng an ninh cho Libyan Airlines, và giám đốc của Trung tâm Nghiên cứu Chiến lược tại Tripoli, Libya. Ông bị bắt và bị buộc tội đánh bom trên một chuyến bay, và lãnh án chung thân. Sau đó, chính phủ Scotland phóng thích ông trở về Libya vì có tin ông bị ung thư tuyến tiền liệt giai đoạn cuối và không sống quá ba tháng.

## Bị bắt
Al-Maqrahi, một nhân viên tình báo của Libya, là can phạm duy nhất bị một tòa án quốc tế kết án tù chung thân tại Scotland do vụ làm nổ chiếc máy bay của hãng hàng không Pan Am năm 1988 trên không phận Lockerbie làm 270 người chết kể cả 11 người dưới đất.

## Phóng thích
Trung tâm của những tranh luận là nghi vấn Liên hiệp Vương quốc Anh muốn phóng thích al-Maqrahi để có ưu đãi của Muammar al-Qadafi trong việc bán dầu lửa Libya và ký hợp đồng mua vũ khí trị giá hàng tỷ đô la. Chính quyền Luân Đôn phủ nhận lập luận này và nói quyết định hoàn toàn do Scotland căn cứ trên yếu tố nhân đạo vì al-Maqrahi mắc chứng ung thư tuyến tiền liệt sẽ chỉ còn sống sót được ít tháng nữa.
Nhưng một doanh gia Anh có quan hệ mật thiết với Libya nói dù không thấy bằng chứng rõ ràng về những thương lượng hậu trường giữa những giới chức hai nước nhưng Anh hiểu rõ là Libya sẽ trả đũa nếu để al-Maqrahi chết trong nhà tù. Theo nhận định của đương sự yêu cầu không tiết lộ danh tánh này thì nếu al-Maqrahi chết trong tù, Libya sẽ ngưng tất cả mọi hợp đồng thương mại.
Bộ trưởng Tư pháp Kenny MacAskill khẳng định đây là quyết định của riêng ông không có sự can thiệp của giới chức nào từ Anh. Nhưng điều lấn cấn là mặc dầu thủ tướng Anh đã viết thư yêu cầu, Libya không hoàn toàn thực hiện đề nghị tránh việc tổ chức đón tiếp al-Maqrahi trở về, và al-Maqrahi sẽ là "khách mời chính" của Qadafi trong ngày 1 tháng 9 năm 2009, lễ kỷ niệm 40 năm cuộc đảo chính đưa nhà lãnh đạo này lên nắm chính quyền ở Libya.
Seif al-Islam, con trai của Muammar al-Qadafi, lãnh đạo của Libya, không có chức vụ nào trong chính quyền nhưng được coi sẽ là người kế vị bố, nói với Al-Maqrahi trên chuyến bay về nước là "anh ở trên bàn thương lượng về mọi vấn đề mậu dịch, dầu khí hiện nay", theo lời ghi lại từ cuốn băng ghi âm trên máy bay do nhật báo Daily Telegraph ở Luân Đôn loan tải. Bộ trưởng Thương mại Anh, Peter Mandelson, xác nhận gần đó có gặp Seif hai lần, sinh nhật thứ 37 của Seif tổ chức ở Montenegro vào tháng 6/2009 và một lần khác đầu tháng 8 trên đảo Cofu ngoài khơi Hy Lạp khi cả hai người cùng đến nghỉ hè. Nhưng Mandelson khẳng định đã nói với Seif là chuyện al-Maqrahi hoàn toàn thuộc quyền hạn Scotland.
Việc phóng thích Abd al-Basat Muhammad Ali al-Maqrahi từ nhà tù trên danh nghĩa từ bi là một quyết định của Bộ trưởng Tư pháp Scotland Kenny MacAskill. Maqrahi bị kết án ngày 31 tháng 1 năm 2001 bởi một Tòa án Scotland đặc biệt ở Hà Lan vì vụ đánh bom trên chuyến bay 103 của Pan Am ngày 21 tháng 12 năm 1988 ("vụ đánh bom Lockerbie"). Ngày 20 tháng 8 năm 2009, thụ án được 8 năm rưỡi cho mức án chung thân, việc phóng thích ông được MacAskill ủy quyền. Quyết định này thu hút được làn sóng tin tức đáng kể, đưa đến một lễ kỷ niệm rộng rãi tại Libya, một phản ảnh thù địch phần lớn ở Hoa Kỳ và phản ảnh bằng nhau hơn-chia ở Anh.
Báo cáo ngày 21 tháng 10 năm 2009 rằng Maqrahi đã chết bị luật sư của ông bác bỏ.

#### Quyết định phóng thích
Theo Tạp chí Time, dư luận quần chúng ở Anh và Hoa Kỳ tiếp tục đặt vấn đề về việc thả al-Maqrahi, trở thành chuyện tai tiếng cho các giới chức Anh và sẽ còn theo đuổi nhà lãnh đạo Libya trong chuyến đến New York dự Đại hội Đồng Liên Hợp Quốc tháng 9/2009.

#### Phản ứng của Hoa Kỳ
Việc trả tự do cho al-Maqrahi và chuyện hàng ngàn dân chúng Libya tiếp đón ở phi trường Tripoli làm Hoa Kỳ khó chịu vì hầu hết nạn nhân chuyến máy bay Pan Am là dân Mỹ và gia đình họ chưa quên nỗi mất mát đau khổ. Phát ngôn viên Nhà Trắng Robert Gibbs gọi hành động này là "đáng kinh tởm." Giám đốc Cục Điều tra Liên bang Robert Mueller gởi thư cho Bộ trưởng Tư pháp MacAskil của Scotland nói rằng việc phóng thích al-Maqrahi là "sự khinh nhờn với luật pháp."
Tuy vậy theo Time, biến cố này sẽ không đưa đến rạn nứt sâu sắc giữa Washington và Luân Đôn vì cả Anh và Hoa Kỳ từ 5 năm trước đó đã nỗ lực khuyến dụ Qadafi nhằm đạt được thỏa thuận béo bở về tiềm lực dầu khí khổng lồ cùng những hợp đồng bán vũ khí và xây dựng hạ tầng cơ sở ở Libya. Những công ty dầu lửa vẫn nhiệt thành cải thiện các hợp đồng với chính quyền Libya, nơi đã đặt ra nhiều điều kiện khắt khe nhất về chia sẻ quyền lợi. Chỉ một tuần trước khi al-Maqrahi được ân xá, Thượng Nghị sĩ John McCain đã cầm đầu một phái đoàn Quốc hội Hoa Kỳ đến thăm Libya trong chuyến công du mậu dịch và sau đó tuyên bố, "Cuộc gặp gỡ buổi tối trong trang trại của Qadafi là một buổi hội kiến thú vị với một con người thú vị."

#### Phản ứng của châu Âu
Các nhà lãnh đạo châu Âu cũng như Hoa Kỳ đều cần "con người thú vị" này làm đồng minh chính trị của mình. Các giới chức Thụy Sĩ ngày 21/8/2009 xin lỗi Muammar al-Qadafi, lãnh đạo trên thục tế của Libya, về việc "bắt giữ không chính đáng" một trong bảy người con trai của ông ta, Hannibal và vợ, vào tháng 6 năm 2008, vì tội hành hung các nhân viên một khách sạn tại Genève. Sau vụ đó Qadafi trả đũa bằng cách ngưng xuất cảng dầu lửa và rút tiền khoảng $6 tỷ khỏi các ngân hàng Thụy Sĩ.
Châu Âu và Hoa Kỳ cũng nỗ lực hạn chế mối quan hệ giữa Qadafi với Nga trở nên quá chặt chẽ, điện Kremli đang thương lượng đặt một căn cứ hải không quân tại Libya. Các quốc gia Liên Âu hết sức cần có sự cộng tác của Libya để ngăn chặn làn sóng di dân bất hợp pháp, nhiều nhóm người này vượt qua Địa Trung Hải xuất phát từ bờ biển Libya.
Cân nhắc tất cả những lợi ích đó thì việc trả tự do cho al-Maqrahi là một khoan nhượng có thể hiểu được.

## Phát hành hồ sơ kháng cáo
Vào ngày 18 tháng 9 năm 2009, Maqrahi phát hành một trang hồ sơ 300 về các bằng chứng thách thức trong trường hợp bị truy tố chống lại ông, và rằng ông tin rằng đã có thể bảo đảm việc phóng thích mình trong lời kháng cáo. Việc tung ra các hồ sơ chứng cứ bị Chúa Advocate Elish Angiolini lên án, người cho rằng, Maqrahi đã bị bỏ lời kháng cáo của mình trước khi được phóng thích trên cơ sở từ bi.